# مونيكا رامبو
مونيكا رامبو هي بطلة خارقة في مارفل كومكس من ابتكار روجر ستيرن وجون روميتا، الابن،ظهرت الشخصية لأول مرة في أكتوبر 1982.